# Trambly
Trambly település Franciaországban, Saône-et-Loire megyében. Lakosainak száma 398 fő (2022. január 1.). Trambly Dompierre-les-Ormes, Matour, Saint-Léger-sous-la-Bussière, Saint-Pierre-le-Vieux és Navour-sur-Grosne községekkel határos.

## Népesség
A település népessége az elmúlt években az alábbi módon változott:
| Lakosok száma | 401  | 395  | 409  | 399  | 402  | 404  | 407  | 403  | 398  |
|               | 2013 | 2015 | 2016 | 2017 | 2018 | 2019 | 2020 | 2021 | 2022 |